# Citroën GS et GSA
Pour les articles homonymes, voir GSA.
 (juillet 2009).
Si vous disposez d'ouvrages ou d'articles de référence ou si vous connaissez des sites web de qualité traitant du thème abordé ici, merci de compléter l'article en donnant les références utiles à sa vérifiabilité et en les liant à la section « Notes et références ».
La Citroën GS / GSA est une voiture fabriquée par le constructeur automobile français Citroën à près de 2,5 millions d'exemplaires, de 1970 à 1986. Il s'agit de la voiture la plus vendue par Citroën après la 2 CV et l'AX. Le nom GS provient de son projet d'étude, « projet G », devant être décliné en version moteur 4-cylindres à plat type GX et à moteur à piston rotatif type GZ. Elle remporta le trophée européen de la voiture de l'année en 1971.
En 1978, la GS est la voiture française de sa catégorie la plus produite avec 259 787 exemplaires. En 1973, 1975 et 1978, elle est la troisième voiture la plus vendue en France.

## Historique
Depuis le lancement de la DS en 1955, la gamme du constructeur aux chevrons comportait trois modèles d'automobiles : la 2 CV, l'Ami 6 et la DS. Il y avait un trou béant entre les deux petits modèles populaires et la grande berline. Le milieu de gamme était l'objet d'une vive concurrence car il représentait le volume de marché le plus important. À l'époque, les constructeurs étrangers étaient pénalisés par des taxes importantes mais les accords pour créer le "Marché Commun" commençaient à ouvrir les frontières et les modèles Fiat, Ford, Opel et Volkswagen étaient de plus en plus présents sur les routes de France. Le constructeur se devait de corriger cette erreur stratégique. La volonté existait bel et bien mais les ressources financières de la marque, en perpétuelle difficulté, l'en avaient empêché. Michelin, propriétaire du constructeur, cherche d'ailleurs à vendre Citroën. Les premières négociations avec le géant italien Fiat aboutiront le 25 octobre 1968 avec le rachat de 15 % du capital de Citroën.

### Prototypes

#### Projet C60
Dès l'année 1960, un prototype dénommé "C60", dessiné par Flaminio Bertoni et répondant au cahier des charges de la GS est étudié et construit. Présenté comme berline, ce véhicule ressemble à une Ami 6 avec un avant esthétiquement proche de la DS. L’arrière se termine par une lunette inversée en forme de Z, qui sera repris l’année suivante sur la berline Ami 6. Le moteur de la C60, un 4-cylindres à plat culbuté et refroidi par air est dérivé des 2 CV et Ami 6. Ce premier projet de voiture moyenne est cependant abandonné malgré son avancement. Un prototype C60 est encore aujourd'hui conservé par Citroën.

#### Projet F
Dès lors, un autre projet avec plus d'envergure est lancé, - pour combler le manque de modèles de gamme moyenne - chez Citroën dans les années 1960 : le projet "F" (également connu comme projet AP). De nouveau dessiné sous l'égide de Flaminio Bertoni, il se décline en quatre versions différentes :
- le modèle de base, équipé d'un moteur bicylindre 750 cm3 dérivé de celui de la 2 CV, et de suspensions par barres de torsion latérales ;
- une variante disposant d'un quatre cylindres à plat de 1 L refroidi par air ;
- une version équipée d'un dérivé 1,6 L du quatre cylindres de la DS ;
- enfin le haut de gamme, animé par un moteur à pistons rotatifs Wankel et qui profite d'une suspension hydropneumatique.

Les prototypes assemblés en 1963 présentent de nombreuses innovations, à commencer par son hayon arrière relevable, bien avant la Renault 16. Mais des déboires s'accumulent malheureusement : manque de développement et de fiabilité du moteur Wankel, qui consomme beaucoup d'huile et de carburant, rigidité insuffisante de la structure autoportante, problèmes de brevets déposés avec Renault pour le hayon arrière, etc. Le 14 avril 1967, le projet F est abandonné à son tour, malgré les millions de francs investis dans les études, participant plus tard à la crise financière et sa faillite, qui secouera petit à petit la marque jusqu'à son rachat en 1974 par Peugeot après que le gouvernement français eut bloqué la vente au géant italien Fiat qui en détenait déjà 25% à travers la holding PAR.DEV.I créée avec Michelin pour l'occasion.

#### Projet G
Enfin, le troisième projet, baptisé "G", est lancé en avril 1967, avec pour objectif la commercialisation d'un nouveau véhicule pour le salon de Paris à l'automne 1970. Conçu dans l'urgence, il reprend de nombreux éléments du projet F, notamment le 4 cylindres à plat d'1L de cylindrée et le moteur Wankel. La ligne, fluide et novatrice, est signée Jean Giret, designer maison sous la direction de Robert Opron. Le style général est notamment dérivé de l'Ami 8 (en dépit d'allégations d'inspiration d'un prototype Pininfarina).

### Évolution
Généralités :
Les véhicules produits entre septembre 1970 et juillet 1980 sont des GS de 1re génération, berlines, breaks et versions commerciales. Après de nombreuses modifications, en juillet 1979, la berline GSA de 2e génération se voit dotée d’un hayon, d'un nouvel intérieur, un nouveau tableau de bord, de gros pare-chocs en plastique avec déflecteurs à l'avant, la suppression des éléments chromés ou encore de nouvelles poignées de portes extérieures, jusqu'à la fin de la production en juillet 1986. Les GSpecial (berlines et break) et GSA (Club, Pallas et X3), cohabitent pendant un an, durant l'année-modèle 1980. La GSA Special remplacera la GSpecial.
La GS fut dévoilée à l'usine "Citroën de Rennes La Janais" le 26 août 1970, avant d'être présentée au salon de Paris en octobre suivant. Deux niveaux de finition sont proposés : Confort, assez spartiate et dépouillée, et Club, qui lui ajoute de nombreux équipements (feux de recul, compte-tours, tissus intérieurs plus cossus, entourages de vitres chromés, etc.).
Fin juillet 1971, un break s'ajoute à la gamme des berlines. Il est rapidement suivi par des versions commerciales à trois portes, vitrées ou tôlées,.

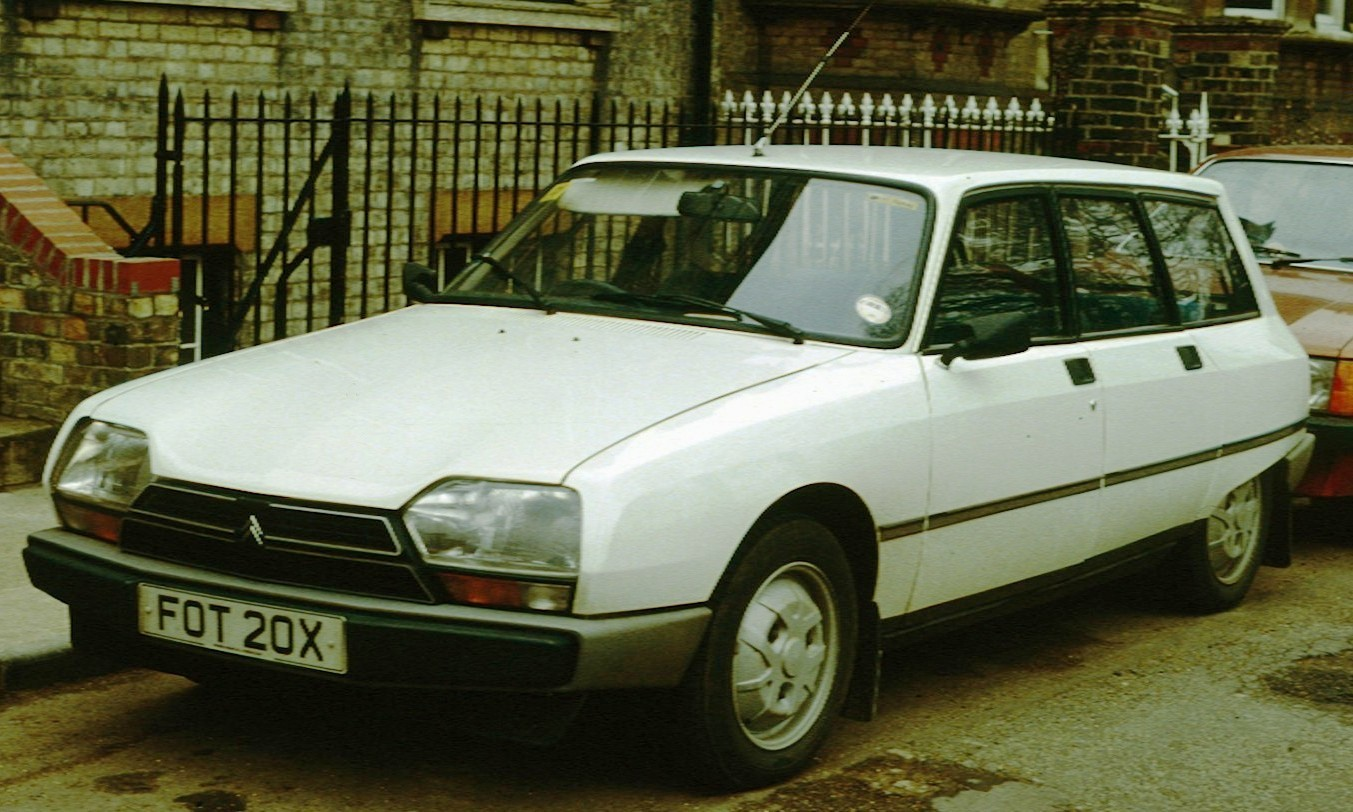
GSA Club break

Les grandes qualités de confort, d’aérodynamisme et de tenue de route de la GS étonnent la clientèle et lui valent d'être élue Voiture européenne de l'année en 1971 avec 233 points, contre 121 pour sa « dauphine ».
Citroën met en avant le coefficient de pénétration dans l'air des GSA X1 et X3 avec leur becquet AR(Cx = 0,318), qui est remarquable pour l'époque (livret-catalogue AM82 p. 56, catalogues AM83, 85 et 86). Obtenu après multiplication par la surface frontale, le SCx, exceptionnel, n'est lui que de 0,575 ; par comparaison, le SCx de la contemporaine et aérodynamique Audi 100 atteint 0,61 en 1983. Parmi les particularités futuristes du véhicule, on note un tableau de bord avec un compteur de vitesse composé d'une loupe devant un tambour rotatif (de 1970 à 1976 et de 1979 à 1986) jouant le rôle de tachymètre ; les GS X et GS X2 de la première génération sont elles dotées d'un tableau de bord classique à cadrans ronds proche de celui de la GS Birotor.

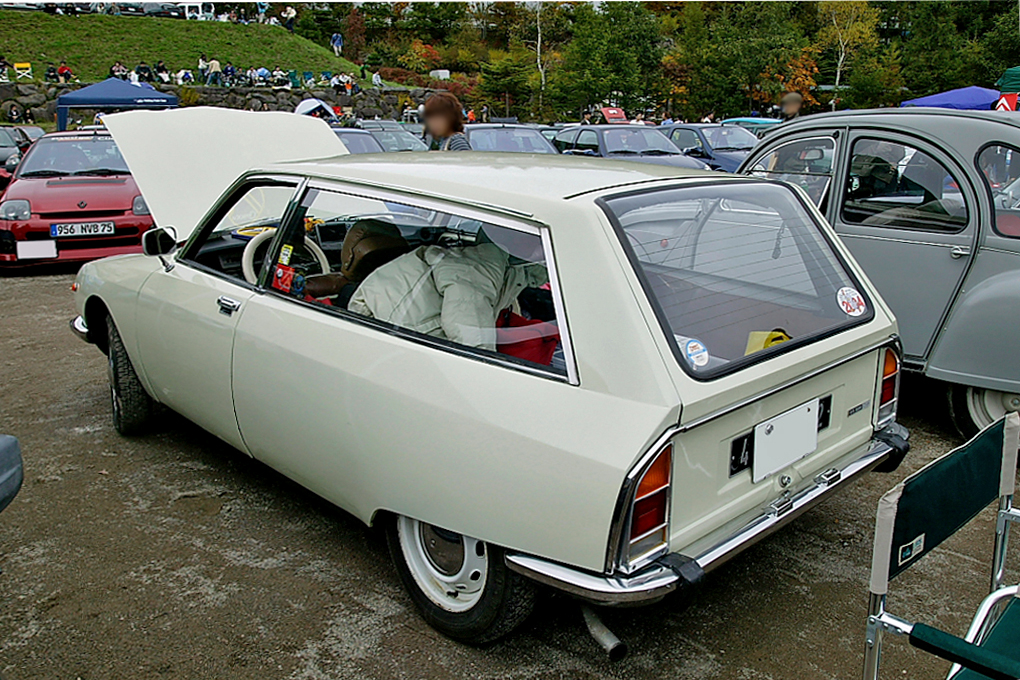
Citroën GS break Service vitré

Son succès commercial est cependant entravé par une finition jugée médiocre, ainsi que des problèmes de fiabilité mécanique des premiers modèles fabriqués de 1970 à 1972 – certains moteurs voyant les cames de leurs arbres à cames s'user anormalement, à cause d'un mauvais traitement de surface, une surconsommation d'huile - à cause de l'étanchéité des joints de tiges de culbuteurs, avec au lancement du moteur une fumée bleue sortant de l'échappement, une corrosion rapide du soubassement et des passages de roues AR - au niveau de la soudure du bloc de support des butée de la suspension sur la caisse, et, dans une moindre mesure, par des performances et reprises insuffisantes avec le premier moteur 1 015 cm3, ainsi qu'une consommation jugée importante à cause d'un couple de reprise trop faible obligeant à rétrograder souvent, comme le note la presse automobile de l'époque. Accélérations et reprises s'amélioreront, d'abord avec l'apparition de la GS 1220 en septembre 1972 (modèle 73), et en septembre 1973 (modèle 74) avec un 1 222 cm3 retravaillé sur la GS X2, puis avec le 1 299 cm3 des GS X3 qui remplacent la X2 en septembre 1978 (année-modèle 79), ce moteur sera ensuite repris sur les GSA.
Et enfin, la boite de vitesses sur la 1220 qui siffle un peu à la retenue, au frein moteur en descente. Cet inconvénient disparaitra plus tard.
Le 1 015 cm3, qui a une consommation au-dessus de la moyenne à cause d'un couple trop faible, obligeant à rétrograder souvent pour relancer la voiture, sera remplacé avec un petit gain de puissance par un 1 129 cm3 en septembre 1977 (modèle 78) en augmentant simplement l'alésage ; il sera lui aussi repris pour la GSA.
En France, les GS/GSA ont été déclinées en quatre séries spéciales limitées :
- GS Basalte en avril 1978 et limitée à 2 000 exemplaires dont 1 800 pour la France[12] ;
- GSA Tuner commercialisée en mars 1982 et limitée à 1 500 exemplaires[13] ;
- GSA Break Cottage en septembre 1983, produite à 1 850 exemplaires[14] ;
- GSA Chic en octobre 1984, limitée à 1 200 exemplaires[15].

La GSA est remplacée en partie par la BX dès 1982. Une remplaçante plus directe, dérivée de la Peugeot 309, est étudiée à l'époque (projet M3). Aucune suite n'est finalement donnée au projet en série, compte tenu du succès de la BX. La GSA cesse d'être commercialisée en juin 1986.

## Caractéristiques
La GS est une berline bicorps de moyenne gamme avec des lignes très aérodynamiques. Elle est inspirée du dessin de Leonardo Fioravanti pour le carrossier Pininfarina pour sa "berlina aerodinamica" de novembre 1967 sur base BMC 1800. Celle-ci sera suivie en novembre 1968 de la BLMC 1100 berlina aerodinamica dotée d'un hayon, comme en aura la berline GSA, et dessinée par Fioravanti, aidé de Paolo Martin. Sur les premières séries, les motifs hexagonaux de la calandre et des garnitures de contre-portes ont été influencés par Bertone et son prototype Marzal de 1967. La GS est une traction avant équipée d’un 4-cylindres à plat Citroën de type Boxer refroidi par air et placé en porte à faux avant. La GS est la première voiture française homologuée à l'essai de choc et également la première, avec les Chrysler 160 et 180, à disposer de glaces latérales galbées. Elle est dotée d’un freinage haute pression sur les quatre freins à disque et la suspension hydropneumatique maison est dérivée de la famille DS. Le train avant est à parallélogramme déformable transversal avec le pivot de direction dans l’axe de la roue comme la DS et la SM (ce qui élimine les efforts latéraux transmis par les roues à la direction : celle-ci ne reçoit plus que des efforts verticaux, sans incidence sur la tenue de cap et la direction), le train arrière est une structure rigide faite d'un cadre monté sur silentblocs visé sur la caisse, équipé de bras tirés, avec vérins de suspension horizontaux. Pour réduire les mouvements verticaux de caisse que certains reprochaient à la DS, la GS adopte une géométrie anti-plongée du train avant, obtenue par une inclinaison vers l’avant des articulations des bras de suspension, comme la Lotus 72 de Formule 1 apparue en avril 1970 - monoplace qui partage aussi avec la GS la particularité des freins avant "inboard". Ces solutions technologiques combinées lui confèrent une tenue de route et un confort de premier ordre. Les disques de freins avant sont de type inboard, comme les 2 CV et leurs dérivées, la DS et la SM, c'est-à-dire accolés à la boite de vitesses montés sur les transmissions, allégeant d’autant les masses non suspendues du train avant. Cette conception sophistiquée coûte cher et le service financier estime qu'il aurait fallu vendre la voiture 500 F de plus (sur 11 380 F, qui était le prix de la version de base au lancement) pour rentabiliser le véhicule.

### Motorisations
Tout au long de sa carrière (16 ans), la voiture sera équipée des différentes évolutions du « moteur boxer série G » 1015, 1129, 1222 et 1 299 cm3, développant de 55,5 à 65 ch DIN. Ils seront dotés d'un arbre à cames en tête dans chaque culasse, chacun commandé par une courroie crantée, solution rare à l’époque et qui s’avérera des plus fiables et au point de vue silence de fonctionnement.
Pour le développement futur des cylindrées, de longs essais de fiabilité du moteur 1 015 cm 3 seront effectués en ville et sur route ; des Ami 6 break banalisées seront choisies, avec un allongement des capots, des ailes et de la voie AV élargie, pour loger le nouveau moteur en essais et sa boite de vitesses. Le bruit de fonctionnement inhabituel très silencieux alerte les connaisseurs au passage de ces véhicules.
Ces essais donneront plus tard le développement de l'Ami Super.
S'y ajoute le « moteur Comotor » qui est un moteur Wankel à pistons rotatifs (birotor) de 497,5 cm3 x 2 = 995 cm3, soit l'équivalent de 1 990 cm3 et 107 ch DIN, cette fois disposé transversalement comme sur la future CX. Ce moteur était prévu à l'origine du projet, mais sera reporté pour parfaire la mise au point, notamment en raison d’une consommation importante et d'une usure prématurée.

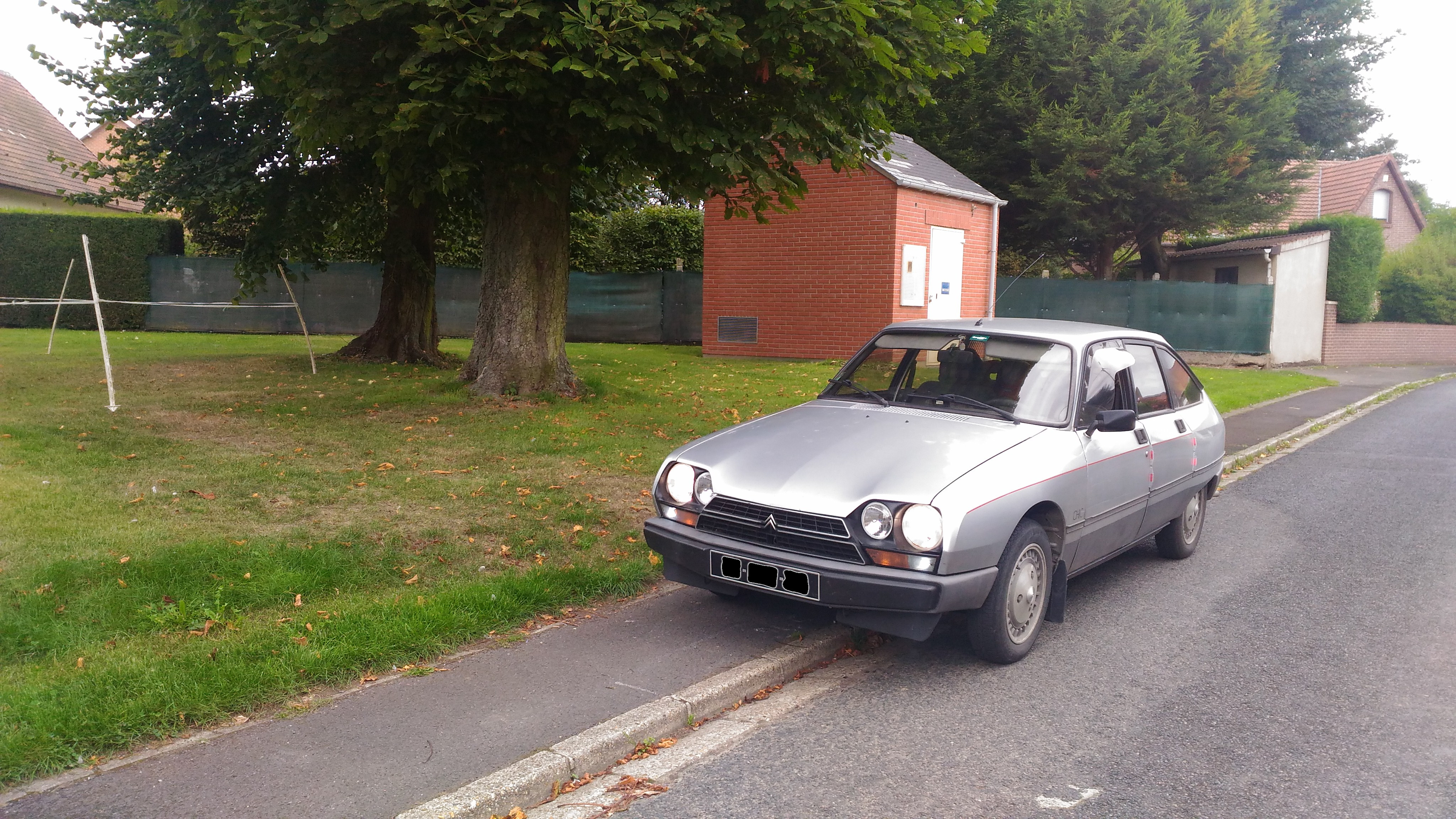
Citroën GSA Chic - avec doubles-optiques de phares "type Morette", pare-chocs AV avec becquet, bas de portes avec bande noire sur toute la longueur du véhicule, enjoliver de roue et défecteur de vitres AV en accessoire

Les moteurs boxer sont accouplés à une boîte de vitesses manuelle qui fut d'abord testée sur les prototypes M35. Elle a 4 rapports (5 rapports sur certaines GSA) ou en option avec une boîte 3 rapports à convertisseur de couple et embrayage automatique si option convertisseur (de série pour la GS Birotor), cette appellation devient C-matic en septembre 1975.
D'abord, les GSA sont dotées du moteur 1,3 L avec boîte à 4 rapports ; seule la GSA X3 dispose d'une boîte 5 rapports de série dite courte (rapport pont 8/35) ; les autres versions reçoivent une boîte 5rapports "longue" (rapport pont 8/33) en option. La GSA Spécial est d’abord motorisée par le 1,1 L en boîte 4 rapports, ou 5 rapports en option, qui ramène la puissance fiscale à 5 CV. Pour l'année-modèle 1982, la GSA Spécial passe au 1,3 L, le modèle de base devenant GSA avec le moteur 1,1 L.

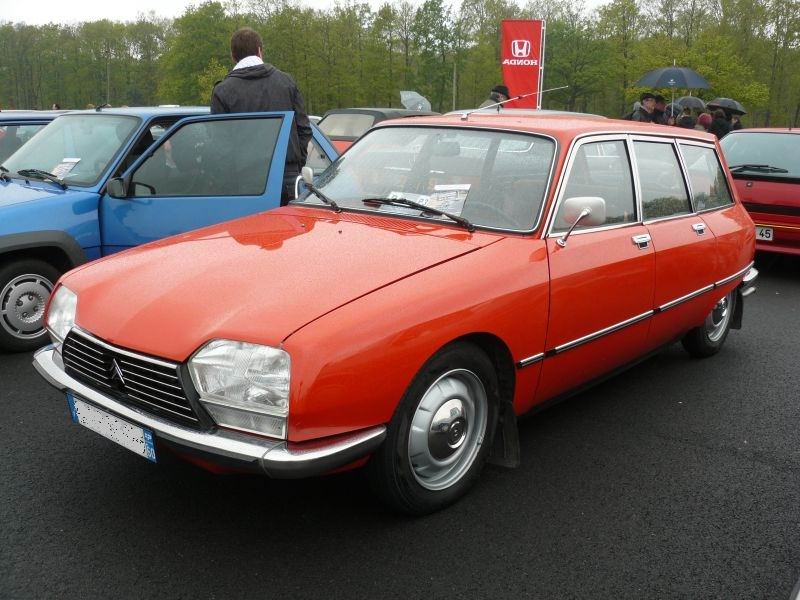
Citroën GS Break Club

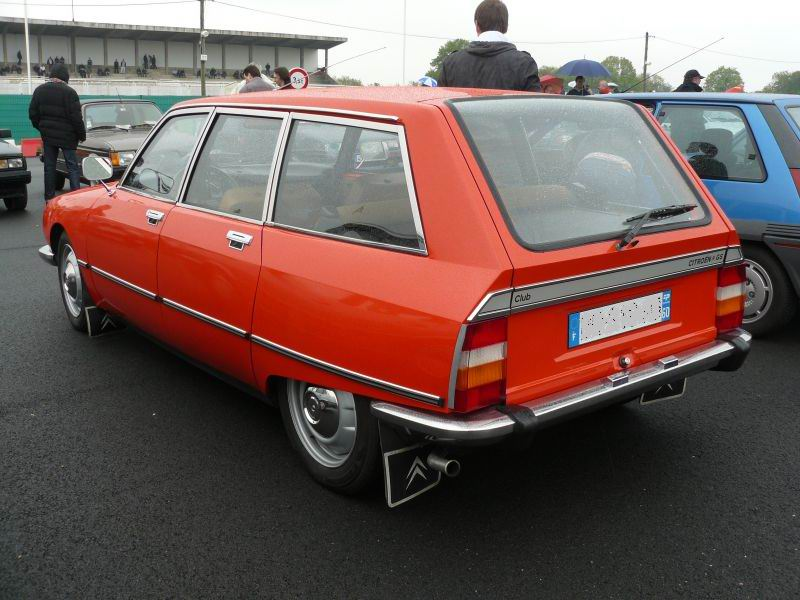
Citroën GS Break Club avec bavettes rapportées et Baguettes de protection

### Conduite et entretien
La direction non assistée est légère et très précise dès que la voiture est en mouvement et dispose d’un faible rayon de braquage, le pivot dans l’axe ne retransmet aucun choc au volant. La pédale de frein commande un doseur dérivé des ID, Dspécial et Dsuper ; la course est très courte car cet appareil n’est pas un maître-cylindre mais un tiroir hydraulique qui distribue la haute pression aux 4 freins à disques en fonction de la force appliquée par le pied. Cette haute pression provient du circuit principal - de la pompe + accumulateur - pour les freins avant. Pour les freins arrière, la pression est fournie par la suspension arrière, la pression maximale disponible est donc fonction de la charge sur le train arrière .
Le frein à main, dit frein de secours, est à câbles. Ils actionnent des pinces situées sur les étriers avant qui agissent sur des petites plaquettes dédiées. Ce système n’a pas de rattrapage automatique d’usure, le réglage du jeu aux plaquettes doit donc être refait périodiquement, assez fastidieux sur GS - similaire aux Ami 8 puis autres 2 CV et dérivées, devenu très simple sur GSA.
Les pneus sont étroits et hauts (145/80 R15), ce qui améliore d’autant la conduite par faible adhérence. Toutes les GS et GSA, comme toutes les Citroën de l’époque, étaient équipées de pneus Michelin.
Le rapport encombrement/habitabilité est très bon, la roue de secours est placée sous le capot sur un support au-dessus de la boîte de vitesses. La suspension arrière à bras tirés étant entièrement à l’horizontale sous le plancher, le coffre n'est pas encombré, ses parois revêtues de moquette sont rigoureusement planes, son accès est bas et sans seuil de chargement. Sur la GS berline, la porte du coffre requiert un minimum d'espace libre derrière la voiture, du fait de sa faible hauteur pour son ouverture totale, moins sur la GSA et sur le break, du fait des articulations du hayon placées différemment. L’autoradio est placée dans un logement entre les sièges, la commande du frein de stationnement est au tableau de bord à droite du volant. La commande manuelle des 3 hauteurs de suspension se trouve à côté de l'autoradio, celle-ci ne dispose pas de position basse, la position route est donc manette vers l’avant. Le volant est monobranche, une caractéristique de sécurité habituelle des Citroën depuis la DS et jusqu'à la XM. Sur la GS, la branche unique est inclinée à 7 h 40 avec pour avantages de dégager parfaitement la vue vers les instruments de bord et surtout d’offrir une faible surface, et déformable, en cas de choc, loin du conducteur - en comparaison avec les volants de l’époque, au moyeu proéminent et rigide). La manette de clignotant ne revient pas automatiquement au neutre.
Sur la GSA, les commandes droite et gauche dites satellites sont pratiques à l’usage, le gauche dit PRN (Pluie-Route-Nuit) est repris de la Visa, le droit comporte 8 touches. Sur le bloc compteur face au conducteur se trouve un profil rétro-éclairé de la voiture avec des témoins lumineux reliés, façon circuit imprimé, aux endroits concernés. Un tachymètre à rouleau rétroéclairé sous une loupe en plastique similaire aux CX et premières années des GS, selon équipement, un compte-tours avec la même mise en œuvre se trouve à sa droite, ou une horloge à aiguilles classiques ou simplement un logo Citroën.
Le moteur est particulièrement silencieux par rapport à d'autres moteurs à refroidissement par air et même de concurrentes à refroidissement liquide, notamment grâce à sa distribution par une courroie crantée de chaque cotés et un ventilateur central de refroidissement à pales décalées pour réduire encore le bruit de rotation. Lorsque la température est inférieure à 10 °C sauf en cas de parcours à vitesse élevée, il est indispensable d'installer un écran de calandre en plastique découpé de deux entrées réduites, pour limiter l'entrée d'air comme sur tout moteur à refroidissement par turbine fonctionnant en continu et encore certains moteurs à refroidissement liquide de l’époque. Il est à noter qu'un chauffage additionnel à essence était prévu pour les véhicules exportés vers les pays froids.
Certaines opérations de réparations étaient relativement difficiles et coûteuses, comme le remplacement de l'embrayage ou celui du silent-bloc de boîte de vitesses intégré au carter de celle-ci, car elles nécessitaient la dépose complète du moteur, soit 8,80 heures de M.O. pour l'embrayage avec sa butée au barème 1980. Des pièces qui en utilisation normale et correcte, véhicule correctement entretenu, pouvaient cependant durer autant que le véhicule. Le remplacement des disques de freins avant, qui étaient accolés à la boîte de vitesses, était plus long que s'ils étaient placés dans les roues. Le moteur à plat en aluminium était compact et placé bas en porte-à-faux avant, ce qui abaissait le centre de gravité au bénéfice de la tenue de route de la voiture. Il se dispensait de joint de culasse, les organes de refroidissement se limitant à une turbine carénée et un radiateur d'huile, les quatre cylindres en fonte étaient munis d'ailettes venues de fonderie, le dessous du carter était également équipé de saillies venues de fonderie également. Ceci limitait singulièrement les opérations d'entretien sur les organes de refroidissement et réduisait le risque de panne, moins de raccords, pas de risque de fuite, pas de liquide à changer, aucun risque de gel. Le remplacement des bougies, au fond d'un puits dans le carénage moteur, se faisait facilement avec une clé à bougie articulée ad-hoc avec cliquet et rallonge. Le réglage du rupteur des vis platinées sera supprimé sur la GSA 1300 éco qui sera dotée d'un allumage transistorisé depuis fin mai 1981.
La complexité d'opérations d'entretien était donc à relativiser : à condition de disposer d’outils adéquats, parfois spécifiques dont certains étaient simples à réaliser. Il était possible de démonter en une seule opération pour la dépose de tout l'avant de la voiture, pour sortir le groupe motopropulseur avec le train avant complet. Le train avant - et son berceau moteur était boulonné sur deux potences supérieures embouties, parallèles, soudées sur l'avant de la caisse et deux pattes du berceau vissées en partie inférieure sous le plancher plat de la caisse. Cette astuce d'assemblage était héritée de la Dyna Panhard, entre autres raisons, pour permettre l'assemblage éventuel de la GS chez le constructeur doyen, filiale de Citroën, qui assemblait ainsi ses modèles Dyna, PL17 et 24 - une conception aussi proche se trouvait sur la Traction Avant, dès 1934. Le berceau du train arrière de la GS se déposait aussi en une seule opération. L’intérêt de cette conception par « unit » était surtout de faciliter le montage sur la chaîne de production, au bénéfice du démontage ultérieur éventuel, surtout très utile sur l'avant pour de grosses opérations de réparations, remplacement de l'embrayage ou intervention sur la boite de vitesses.

### Chiffres de production GS
| Caisse     | Année 1970 | Année 1971 | Année 1972 | Année 1973 | Année 1974 | Année 1975 | Année 1976 | Année 1977 | Année 1978 | Année 1979 | Année 1980 | Année 1981 |
| ---------- | ---------- | ---------- | ---------- | ---------- | ---------- | ---------- | ---------- | ---------- | ---------- | ---------- | ---------- | ---------- |
| Berline    | 12 620     | 154 146    | 147 962    | 165 524    | 133 859    | 169 348    | 179 152    | 190 213    | 200 230    | 126 244    | 4 213      |            |
| Break      |            | 4 520      | 44 622     | 55 410     | 35 943     | 47 102     | 50 454     | 55 328     | 56 596     | 38 678     | 2 590      |            |
| Entreprise |            | 9          | 2 554      | 2 133      | 1 027      | 1 555      | 2 321      | 2 577      | 2 961      | 3 660      | 2 531      | 660        |
| Total      | 12 620     | 158 675    | 195 138    | 233 067    | 170 829    | 218 005    | 231 927    | 248 118    | 259 787    | 168 582    | 9 334      | 660        |

### Chiffres de production GSA
| Caisse     | Année 1979 | Année 1980 | Année 1981 | Année 1982 | Année 1983 | Année 1984 | Année 1985 | Année 1986 | Année 1987 |
| ---------- | ---------- | ---------- | ---------- | ---------- | ---------- | ---------- | ---------- | ---------- | ---------- |
| Berline    | 50 254     | 158 349    | 115 900    | 90 936     | 46 453     | 12 464     | 3 578      | 24         |            |
| Break      | 6 896      | 22 301     | 18 900     | 17 907     | 13 198     | 4 992      | 2 841      | 14         |            |
| Entreprise |            | 2 285      | 3 346      | 2 562      | 1 479      | 10 541     | 711        | 11         | 300        |
| Total      | 57 150     | 182 935    | 138 146    | 111 405    | 61 132     | 18 510     | 7 130      | 49         | 300        |

## La GS Birotor (type GZ)

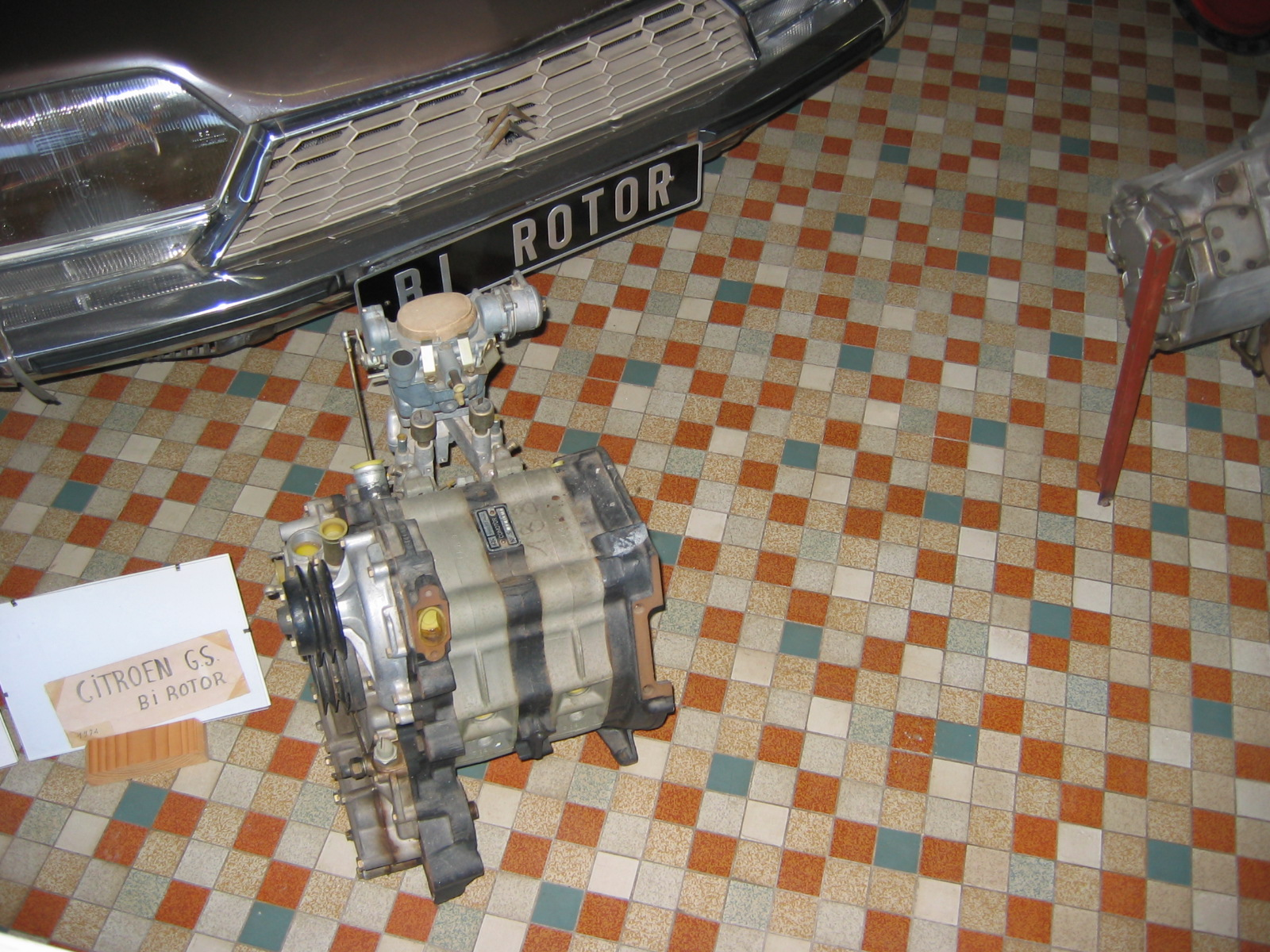
« Moteur Comotor » de la GS Birotor. On notera la petite taille du bloc.

Le bureau d'étude Citroën envisage la variante GZ dès l'exécution du cahier des charges d'avril 1968, bien qu'elle soit finalement commercialisée après la GS à moteur 4-cylindres à plat, de type GX.

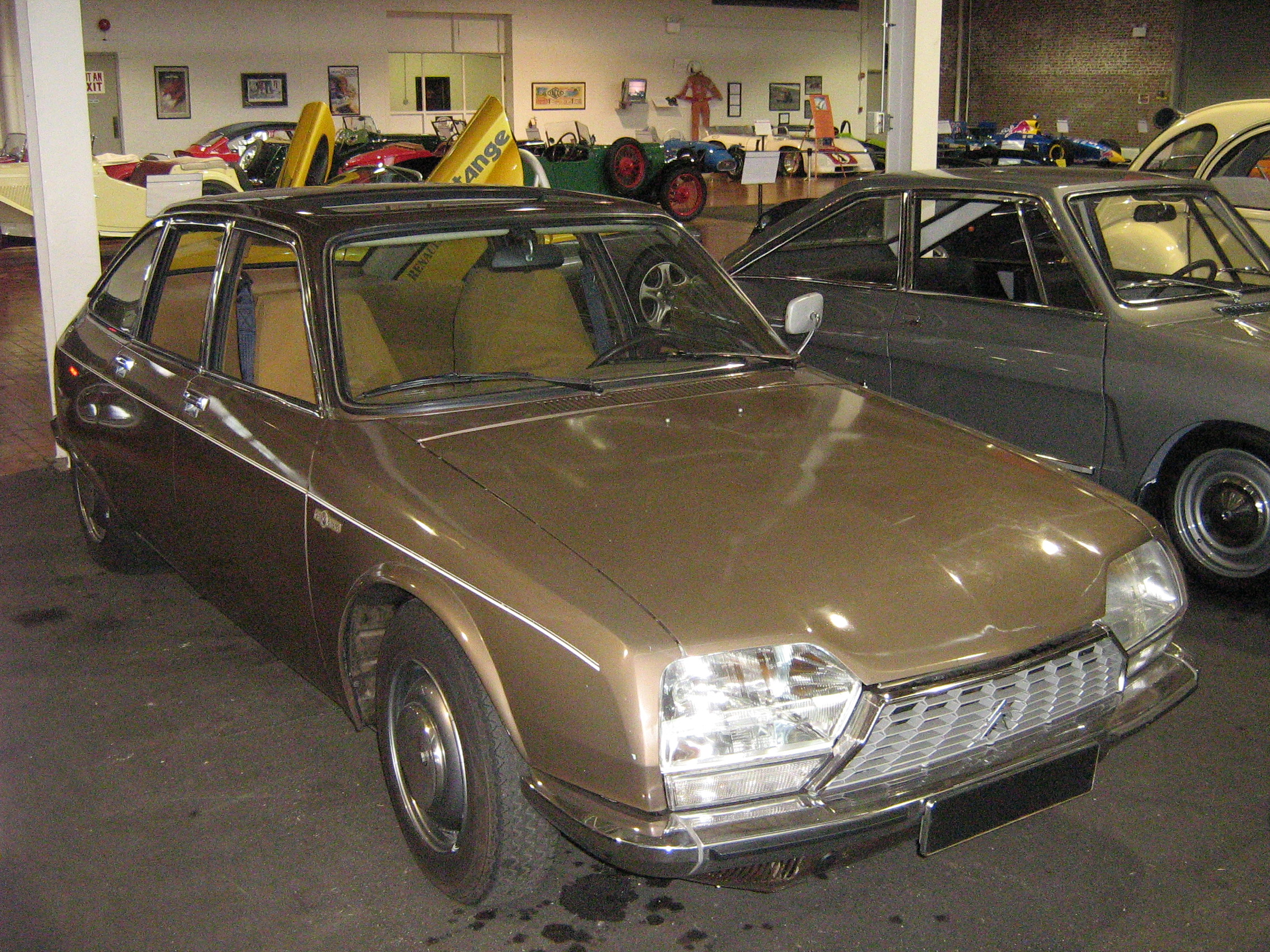
GS Birotor

À partir de l'automne 1973, une série limitée de la GS, est une des rares voitures à être ainsi équipée du « moteur Comotor ». qui est un moteur à pistons rotatifs. Sa version Birotor (pour deux rotors, 107 ch DIN, 175 km/h, successeur de la Citroën M35), est produite très peu de temps, à seulement 846 exemplaires : sa fiabilité avec l'usure prématurée des segments d'étanchéité du rotor et surtout l'énorme consommation (entre 12 et 20 litres aux 100 km) à l'époque du choc pétrolier stoppent sa commercialisation un an après sa sortie. Le moteur manquant de temps d'essais au banc, Citroën se sert des informations données par les utilisateurs pour des améliorations futures qui ne verront cependant pas le jour à cause de la faillite financière de la marque. Elle possède entre autres particularités un réservoir à carburant de plus grande contenance (56 litres au lieu de 43), et son soubassement lui est spécifique.

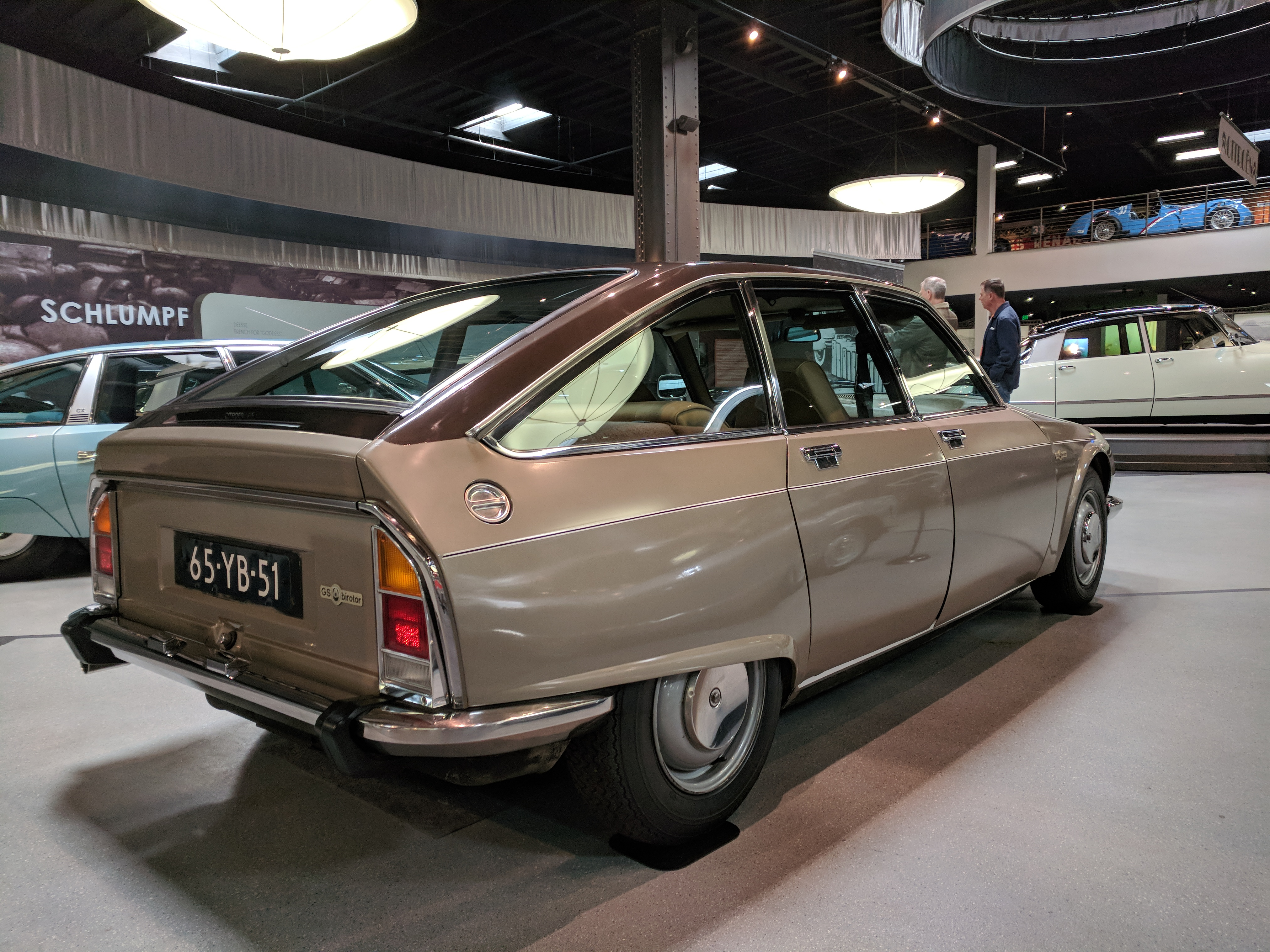
GS Birotor au musée de l'Automobile Mullin (Oxnard, Californie)

Une peinture deux tons (sur certains modèles), des ailes élargies pour abriter des pneus de 165x14 (au lieu des 145x15) et un train avant totalement différent préfigurant celui de la CX, avec le moteur transversal et les disques de freins reportés derrière les roues avant, distinguent la GS Birotor des autres GS. Le tableau de bord spécifique avec cadrans ronds qui sera repris sur les GS X et X2 avant le nouveau tableau de bord de 1977 ainsi que les sièges intégraux qui incluent le repose-tête.
Le « moteur Comotor » (birotor) est produit par la société du même nom: Comotor, une entreprise commune de Citroën et de l'Allemand NSU qui en dotera sa Ro 80 dans une version 626 (ce même moteur trouvera place sur la moto 1000 Van Veen). Ce moteur ne se vidange pas, il est lubrifié à travers le carburateur comme un moteur deux temps. Il est doté d'une pompe à air pour achever la combustion des gaz d'échappement (système dit de « post-combustion actif en 2e »). L'absence de pièces en mouvement alternatif comme sur un moteur classique permet au moteur de tourner très vite, à tel point qu'une alerte sonore prévient le conducteur en cas de sur-régime.
La Birotor sera produite à un peu moins de 850 exemplaires entre 1973 et 1975. Devant les problèmes de fiabilité rencontrés, usures rapides des segments d'étanchéité du rotor, consommation élevée de carburant, Citroën décide en 1975 de récupérer tous les exemplaires vendus pour les détruire, en proposant une CX en remplacement. Une cinquantaine d'exemplaires y ont échappé.

## GS Camargue
C'est au salon de Genève du printemps 1972 que Bertone expose la Camargue, un coupé 2+2 établi sur un soubassement de GS.
Certains détails, comme les phares, s'apparentent au style Citroën préfigurant l'avant de la future BX, mais la ligne générale est typique de la griffe Bertone et de son dessinateur Marcello Gandini. Le style est ainsi très dépouillé et la voiture se caractérise par le traitement original de la partie arrière, avec une bulle trapézoïdale généreusement vitrée dont le dessin de la lunette arrière faisant office de hayon ressemble à celle de l'Alpine A310 mais un peu plus arrondie à l'arrière. La découpe des feux arrière reliés entre eux est originale et l'habitacle a une forme élancée. Le pare-brise très cintré dans le prolongement des vitres latérales reprend le design de la Lancia Strato's HF de novembre 1971 et sera encore repris sur le prototype NSU Trapèze par Bertone présenté en octobre 1973. La voiture conserve le gabarit de la GS avec une longueur de 4,12 m, mais elle est plus large (1,68 m au lieu de 1,61 m) et plus basse (1,15 m au lieu de 1,35 m). Cette largeur supérieure permet d'isoler visuellement la superstructure de l'habitacle. Le prototype conserve par ailleurs le tableau de bord de la GS de série mis à part la poignée du frein à main placée presque verticalement. Mécaniquement, le prototype conserve aussi le moteur 4-cylindres à plat refroidi par air de 1 015 cm3 de 55 ch et la suspension hydropneumatique de série.

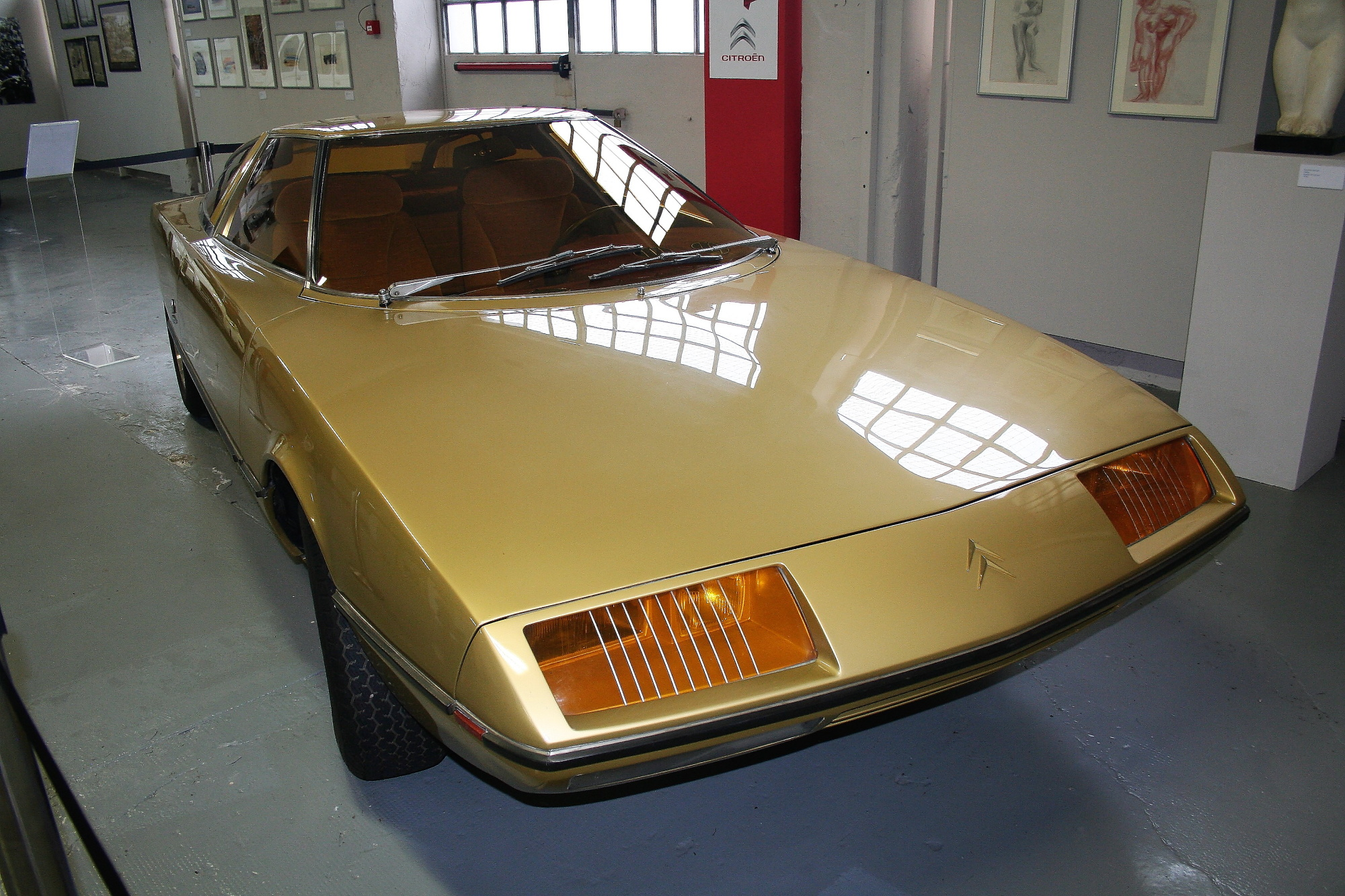
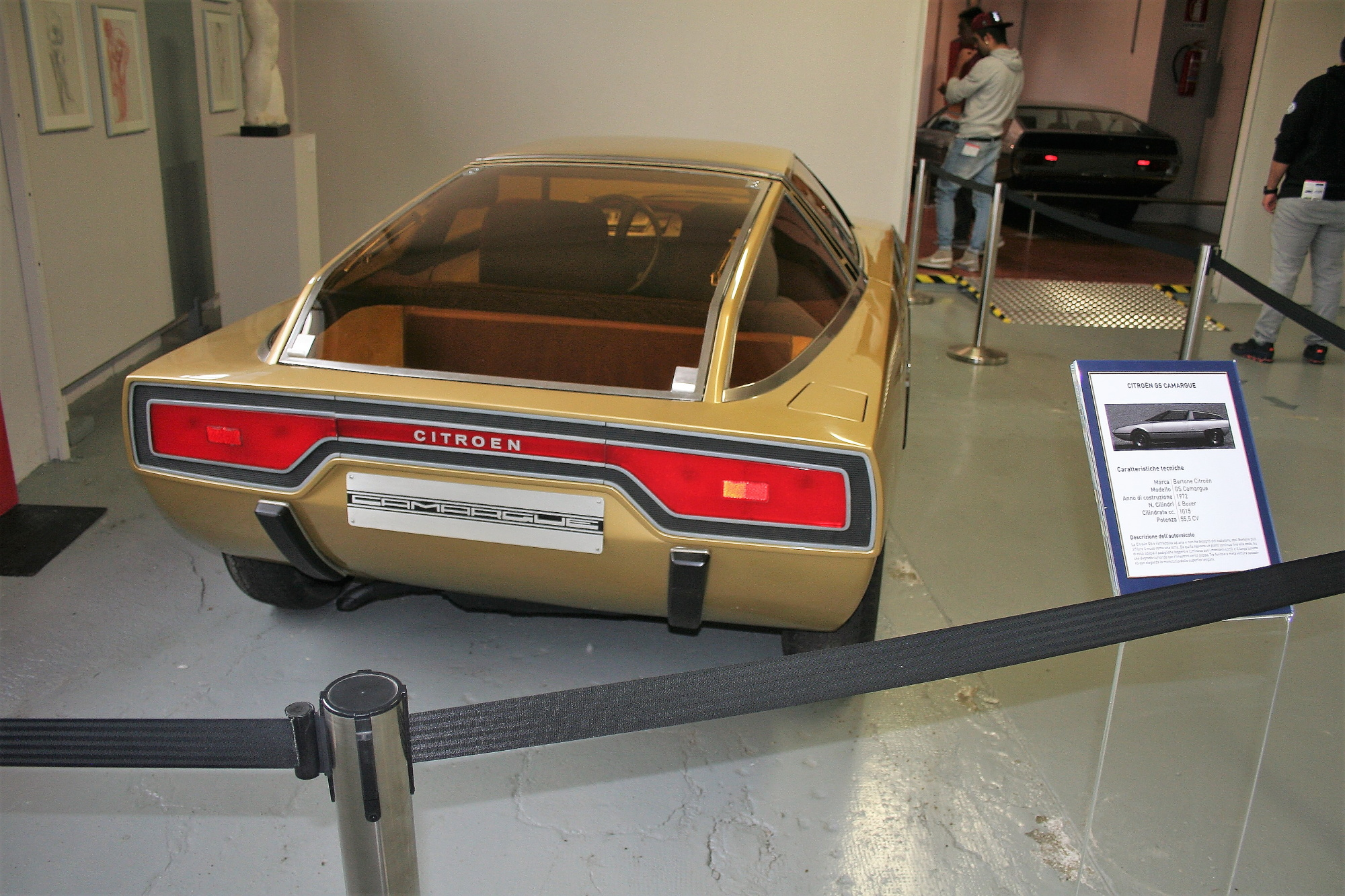
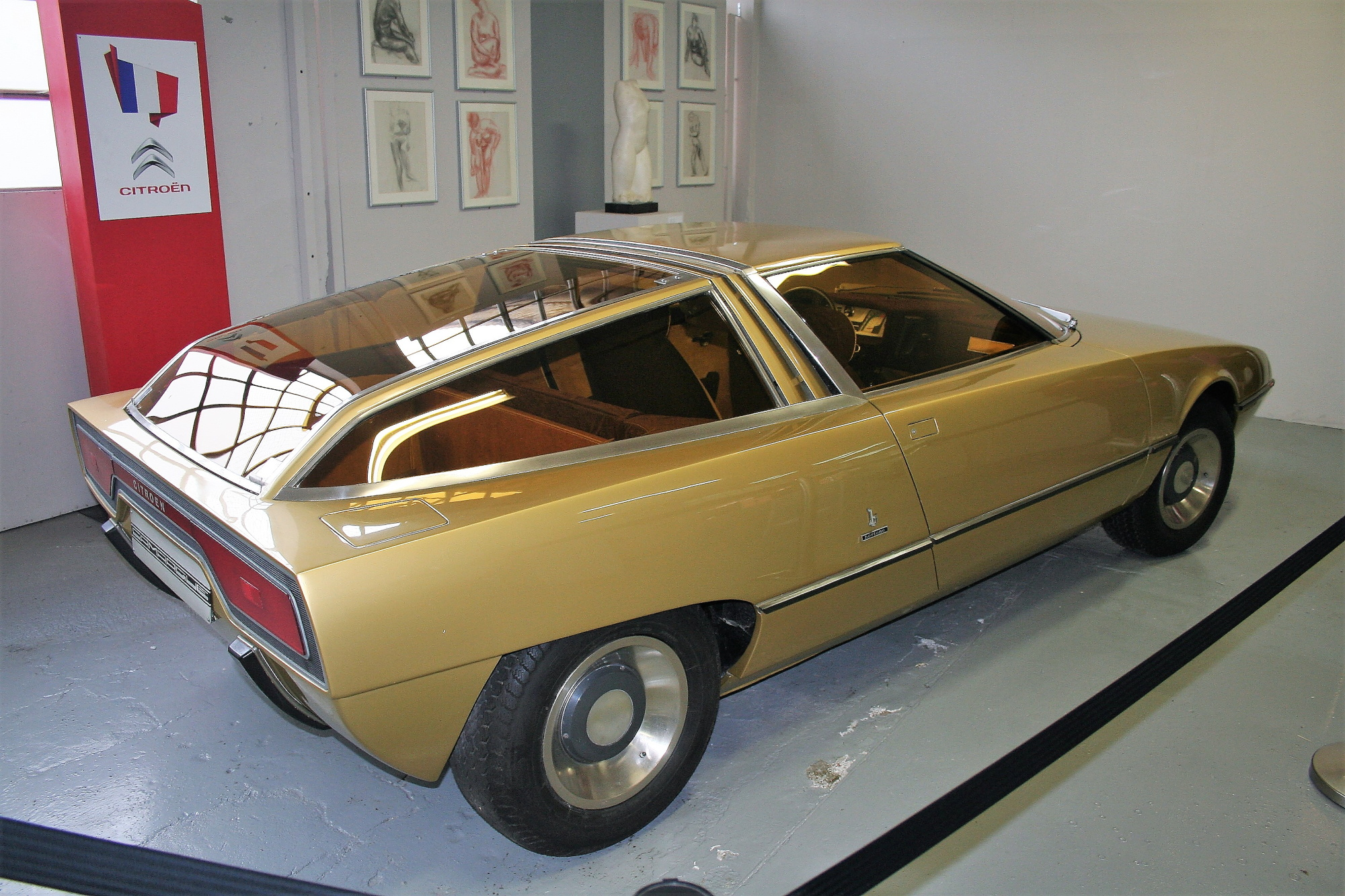

La Camargue n'aura pas de suite en série, mais elle permet à Bertone de prendre date avec Citroën qui lui confiera le développement du style de la BX à la fin des années 1970. Le nom « Camargue » sera repris par Rolls Royce avec l'accord de Bertone pour baptiser un luxueux coupé en 1975.

## Les concurrentes
En France, les principales concurrentes de la GS étaient la Peugeot 304 puis la Peugeot 305, la Renault 12 puis la Renault 18, la Simca-Chrysler 1307 / 1308 / 1309 et les Simca-Talbot 1510 / Solara.

## La GS dans la culture populaire

### Les films
La GS est notamment vue dans les films suivants :

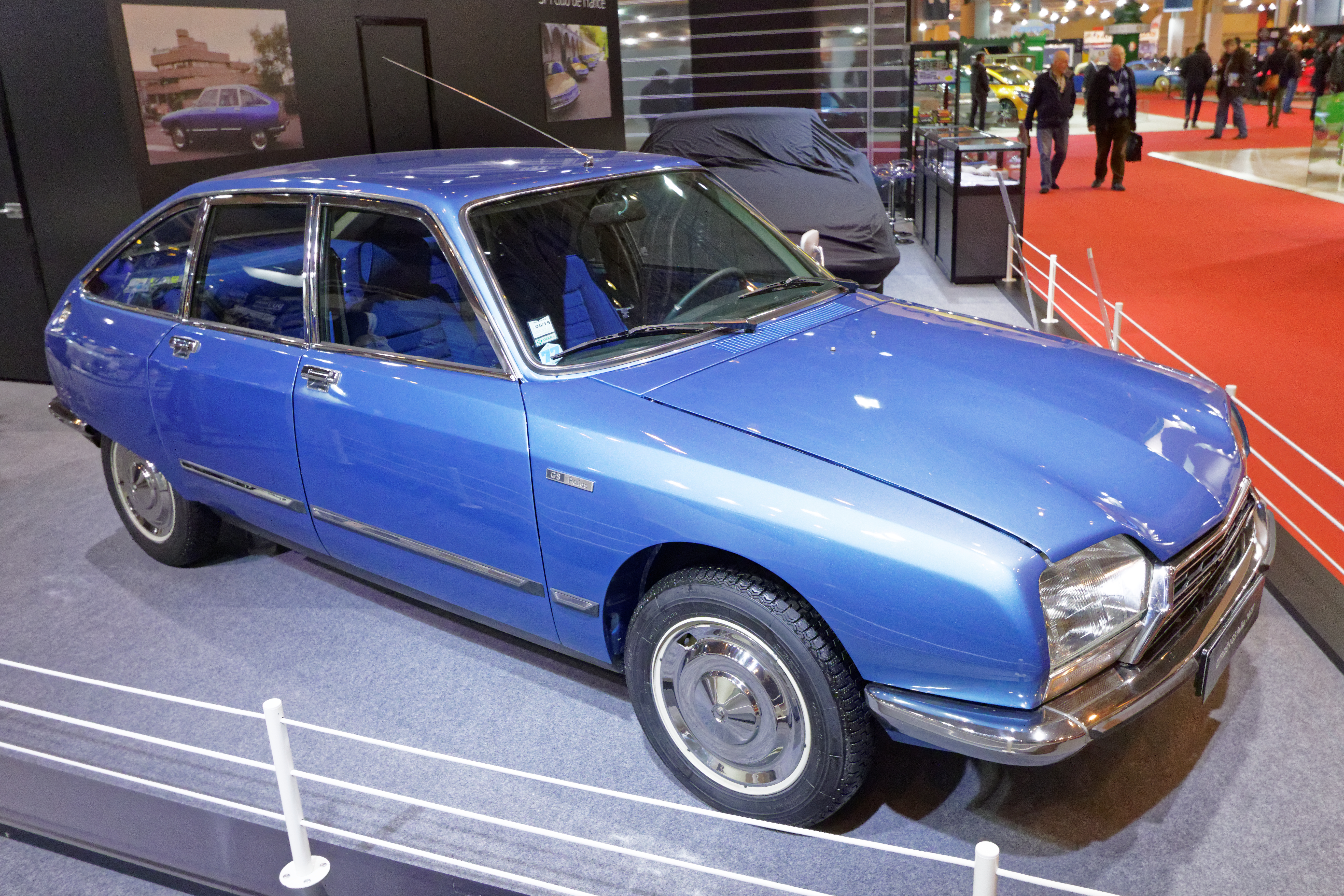
Une Citroën GS Pallas de 1977.

- Une époque formidable… (1991) de Gérard Jugnot (GSA Club berline),
- Pas de repos pour les braves (2003) d'Alain Guiraudie (GS berline),
- L'Horloger de Saint-Paul (1974) de Bertrand Tavernier (GS break 1220 en version taxi),
- C... Comme la lune (1977) de Joël Séria (GS berline),
- La mauvaise éducation (2004) de Pedro Almodovar (GSA berline),
- Seuls Two (2008) d'Eric Judor et Ramzy Bedia (GS berline),
- Un jour mon père viendra (2012) de Martin Valente

### Les jeux vidéo
- On peut piloter la GSA dans Racer (PC).

### Publicité
Richard Gotainer a participé aux films de publicités de Citroën pour ce modèle.